# Mas Briolf
El Mas Briolf és una masia de Viladamat (Alt Empordà) inclosa a l'Inventari del Patrimoni Arquitectònic de Catalunya.

## Descripció
Situat dins del petit nucli de masos que conformen el poble de Palau Borrell, a ponent de Viladamat al qual pertany. El mas està a la banda de ponent de l'església preromànica de Santa Eulàlia.
Masia rehabilitada envoltada de jardí i formada per un sol cos de planta rectangular, amb la coberta de teula de dues vessants i distribuït en planta baixa, pis i altell, aquest últim cobert també amb teulada de dues aigües. La façana principal, orientada a llevant, presenta un portal d'accés rectangular, amb els brancals bastits amb carreus de pedra i la llinda plana sostinguda amb permòdols. Al seu costat hi ha dues finestres emmarcades en pedra i amb reixes de ferro integrades. Al pis, hi ha quatre finestres rectangulars bastides amb carreus desbastats i amb les llindes planes. La central, de mida més gran, també presenta l'ampit motllurat. A l'altell hi ha cinc finestrals de mig punt bastits amb maons, el central més gran que els laterals. La resta de façanes de la construcció presenten, majoritàriament, obertures emmarcades amb carreus de pedra i les llindes planes, algunes d'elles amb refeccions fetes de maons. A la façana posterior hi ha un altre portal per accedir a l'interior, en aquest cas amb la llinda plana i sense permòdols. L'interior està format per tres voltes grasses perpendiculars a la façana principal, i una travessera al darrere. La construcció és bastida amb pedra de diverses tipologies i còdols, lligats amb morter. A les cantonades hi ha pedres grans desbastades.

## Història
El petit nucli de Palau Borrell no ha sofert pràcticament cap canvi en el decurs de més de sis-cents anys. El 1467 tenia cinc focs, el 1660 en tenia quatre i, actualment, hi ha cinc cases. Tot i això, la població ha disminuït considerablement, ja que el 1970 tenia 26 habitants censats i actualment només mitja dotzena. Les tres cases principals, el Mas Batlle (o mas del Batlle), el Mas Briolf i el Mas Verdalet, són dels segles xv, xvi i xvii, respectivament, tot i que semblen aixecats sobre les restes d'edificis anteriors. El mas Briolf fou bastit en el segle xvi, tot i que presenta reformes posteriors.